# Groupe socialiste au Congrès des députés
Pour les articles homonymes, voir Groupe socialiste.
Le groupe parlementaire socialiste (en espagnol : grupo parlamentario socialista) est un groupe parlementaire espagnol constitué au Congrès des députés, chambre basse des Cortes Generales.

## Historique

### Création
À sa création le 26 juillet 1977, il rassemble l'ensemble des députés socialistes excepté les vingt parlementaires élus sur les listes du PSC qui préfèrent conformer un groupe séparé nommé groupe parlementaire des socialistes de Catalogne pour toute la durée de la législature constituante.
La Ire législature voit les six députés socialistes de Navarre et du Pays basque faire défection du groupe principal en se rassemblant au sein du groupe parlementaire socialiste basque.
Pour IIe législature, les deux groupes territoriaux précédents sont rattachés définitivement au sein du groupe parlementaire socialiste du Congrès (en espagnol, grupo parlamentario socialista del Congreso) composé de deux-cent-deux députés.
Ayant retrouvé la majorité, le groupe prête au début de la VIIIe législature deux de ses députés à la Coalition canarienne pour qu'elle puisse obtenir son propre groupe.

### Effectifs
| Dénomination          | Législature  | Années                 | Représentation | +/- | %     | Rang | Porte-parole                                                             |
| --------------------- | ------------ | ---------------------- | -------------- | --- | ----- | ---- | ------------------------------------------------------------------------ |
| Socialiste du Congrès | Constituante | juill. 1977-janv. 1979 | 106 / 350      | Nv. | 30,28 | 2e   | Felipe González                                                          |
| Socialiste du Congrès | Ire          | mars 1979-août 1982    | 94 / 350       | 12  | 18,28 | 2e   | Andrés Fernández Fernández Alfonso Guerra Javier Sáenz de Cosculluela    |
| Socialiste du Congrès | IIe          | nov. 1982-avr. 1986    | 202 / 350      | 108 | 57,71 | 1er  | Javier Sáenz de Cosculluela Eduardo Martín Toval                         |
| Socialiste            | IIIe         | juill. 1986-sept. 1989 | 182 / 350      | 20  | 52,00 | 1er  | Eduardo Martín Toval                                                     |
| Socialiste du Congrès | IVe          | nov. 1989-avr. 1993    | 175 / 350      | 7   | 50,00 | 1er  | Eduardo Martín Toval                                                     |
| Socialiste du Congrès | Ve           | juin 1993-janv. 1996   | 159 / 350      | 16  | 45,43 | 1er  | Carlos Solchaga Joaquín Almunia                                          |
| Socialiste du Congrès | VIe          | mars 1996-janv. 2000   | 141 / 350      | 18  | 40,28 | 2e   | Joaquín Almunia Juan Manuel Eguiagaray Josep Borrell Luis Martínez Noval |
| Socialiste            | VIIe         | avr. 2000-janv. 2004   | 124 / 350      | 17  | 35,43 | 2e   | Luis Martínez Noval Jesús Caldera                                        |
| Socialiste du Congrès | VIIIe        | avr. 2004-janv. 2008   | 167 / 350      | 43  | 47,71 | 1er  | Alfredo Pérez Rubalcaba Diego López Garrido                              |
| Socialiste            | IXe          | avr. 2008-sept. 2011   | 169 / 350      | 2   | 48,28 | 1er  | José Antonio Alonso                                                      |
| Socialiste            | Xe           | déc. 2011-oct. 2015    | 110 / 350      | 59  | 31,43 | 2e   | José Antonio Alonso Soraya Rodríguez Antonio Hernando                    |
| Socialiste            | XIe          | janv. 2016-mai 2016    | 89 / 350       | 21  | 25,43 | 2e   | Antonio Hernando                                                         |
| Socialiste            | XIIe         | juill. 2016-mars 2019  | 84 / 350       | 5   | 24,00 | 2e   | Antonio Hernando José Luis Ábalos Margarita Robles Adriana Lastra        |
| Socialiste            | XIIIe        | mai 2019-sept. 2019    | 123 / 350      | 39  | 35,14 | 1er  | Adriana Lastra                                                           |
| Socialiste            | XIVe         | déc. 2019-mai 2023     | 120 / 350      | 3   | 34,29 | 1er  | Adriana Lastra Héctor Gómez Patxi López                                  |
| Socialiste            | XVe          | Depuis août 2023       | 121 / 350      | 1   | 34,57 | 2e   | Patxi López                                                              |

### Porte-parole
| Début      | Fin         | Porte-parole                |
| ---------- | ----------- | --------------------------- |
| 01/08/1977 | 02/01/1979  | Felipe González             |
| 09/05/1979 | 27/08/1979  | Andrés Fernández Fernández  |
| 09/05/1979 | 03/11/1981  | Alfonso Guerra              |
| 03/11/1981 | 23/07/1985  | Javier Sáenz de Cosculluela |
| 23/07/1985 | 13/04/1993  | Eduardo Martín Toval        |
| 06/07/1993 | 07/05/1994  | Carlos Solchaga             |
| 10/05/1994 | 16/09/1997  | Joaquín Almunia             |
| 16/09/1997 | 26/05/1998  | Juan Manuel Eguiagaray      |
| 26/05/1998 | 29/06/1999  | Josep Borrell               |
| 29/06/1999 | 05/09/2000  | Luis Martínez Noval         |
| 05/09/2000 | 20/01/2004  | Jesús Caldera               |
| 13/04/2004 | 25/04/2006  | Alfredo Pérez Rubalcaba     |
| 25/04/2006 | 15/01/2008  | Diego López Garrido         |
| 08/04/2008 | 14/02/2012  | José Antonio Alonso         |
| 14/02/2012 | 09/09/2014  | Soraya Rodríguez            |
| 09/09/2014 | 25/05/2017  | Antonio Hernando            |
| 25/05/2017 | 20/06/2017  | José Luis Ábalos            |
| 20/06/2017 | 07/06/2018  | Margarita Robles            |
| 19/06/2018 | 08/09/2021  | Adriana Lastra              |
| 08/09/2021 | 12/09/2022  | Héctor Gómez                |
| 12/09/2022 | En fonction | Patxi López                 |